# The Final Wish
The Final Wish es una película de terror y misterio de 2018 escrita por Jeffrey Reddick, Jonathan Doyle y William Halfon y coproducida por Jeffrey Reddick, dirigida por Timothy Woodward Jr. y protagonizada por Lin Shaye y Michael Welch. La película es distribuida por Cinedigm Entertainment Group. The Final Wish se estrenó el 17 de octubre de 2018 en el Festival de cine de terror Screamfest y de forma limitada en cines el 24 de enero de 2019.

## Argumento
Aaron retorna a su casa para ayudar a su madre luego de la muerte de su padre. Al revisar las cosas de su padre, encuentra un objeto misterioso que vuelve realidad todos sus deseos, pero pronto descubrirá que tiene un maleficio.

## Reparto
- Lin Shaye como Kate Hammond
- Michael Welch como Aaron Hammond
- Melissa Bolona como Lisa
- Spencer Locke como Lynette
- Tony Todd como Colin
- Kaiwi Lyman-Mersereau como Derek (acreditado como "Kaiwi Lyman")
- Jonathan Daniel Brown como Jeremy
- Jean Elie como Tyrone
- Christopher Murray como Yates
- Douglas Tait como Jinn
- Larry Poole como Chester Hammond